# Páleros
Páleros ou Palairos, en grec moderne : Πάλαιρος, est une petite ville côtière et un ancien dème d'Étolie-Acarnanie, dans la périphérie (région) de Grèce-Occidentale. En 2010, le dème est fusionné au sein du dème d'Áktio-Vónitsa.
L'ancien dème comprenait les villages de Pogonia, Steno, Palia Plagia (archéologie : ancienne cité de Sterno ; monastère), Plagia, Peratia, Agia Varvara, Vagia (île au nord-ouest proche de Leucade-ville, Ammousa (site archéologique juste au nord), Sklavena, Vatos, Perivolia,
Selon le recensement de 2011, la population du dème compte 4 383 habitants tandis que celle du village s'élève à 2 664 habitants.
Jusqu'en 1928 son nom était Zaverda.
Les ruines de l'antique Pálairos sont à environ 2 km au sud du lac Voulkaria.